# Red Bull RB5
La Red Bull RB5 è una vettura di Formula 1 disegnata da Adrian Newey e Geoff Willis per il team anglo-austriaco, per competere nel campionato 2009; la monoposto è guidata da Sebastian Vettel e Mark Webber. La vettura è stata presentata il 9 febbraio al Circuito di Jerez in Spagna.

## Specifiche tecniche
Le nuove regole previste per il 2009 prevedono un alettone posteriore più alto e stretto rispetto al passato e un alettone anteriore più largo, nel tentativo di agevolare il cosiddetto "effetto scia" e garantire così una maggiore possibilità di sorpasso, nonché il ritorno alle gomme slick e la possibilità di montare il sistema KERS (Kinetic Energy Recovery System), per il recupero dell'energia dispersa in frenata e il suo riutilizzo sotto forma di potenza extra (80 CV) per un massimo di circa 8 secondi ogni giro.
In virtù dello stravolgimento regolamentare, la RB5 integra molte soluzioni innovative. In particolare colpisce il ritorno al posteriore dello schema sospensivo pull-rod che consente di adottare cinematismi particolarmente favorevoli per lo sfruttamento degli pneumatici Bridgestone e anche per ridurre all'estremo la sezione della monoposto in quella zona ed ottenere un miglior flusso aerodinamico verso l'ala posteriore e l'estrattore. All'anteriore, il muso molto alto (modificato a metà stagione con una soluzione molto più larga) presenta una scavatura a v nella parte superiore che farà scuola. Per scelta, la RB5 non adotta il sistema KERS opzionalmente ammesso dai regolamenti e montato da Ferrari, McLaren, Renault e BMW: ciò si rivelerà un punto di forza in quanto il peso del dispositivo è cospicuo e impedirebbe di posizionare la zavorra nel miglior modo possibile per il bilanciamento della vettura. La polemica scatenata dall'interpretazione "ai limiti" data da alcune squadre alla nuova regola sugli estrattori trova impreparata la Red Bull solo per alcune gare: dal GP di Monaco, Newey adeguerà il fondo della RB5 a quanto fatto da Brawn GP, Williams e Toyota, aprendo due aperture perfettamente integrate con lo schema sospensivo che consentiranno di estrarre una maggior quantità d'aria dal sottoscocca e aumentare così la deportanza.

## Test
La RB5 è stata lanciata un po' più tardi delle rivali al fine di consentire un miglior sviluppo L'obiettivo della casa austriaca è quello di cogliere qualche risultato migliore di quello del 2008 (un solo podio). Vettel si dimostra molto ottimista sul potenziale della monoposto:
I test vennero inizialmente bloccati a causa di alte temperature dell'olio nella scatola del cambio. Una volta risolto il problema la RB5 fu la più veloce delle vetture impegnate nei test di Jerez, in confronto a Williams, McLaren e Renault. Webber ritornò nell'occasione alla guida di una monoposto dopo l'infortunio di novembre 2008 e compì una simulazione di Gran Premio senza riscontrare disagi fisici.

## Stagione 2009

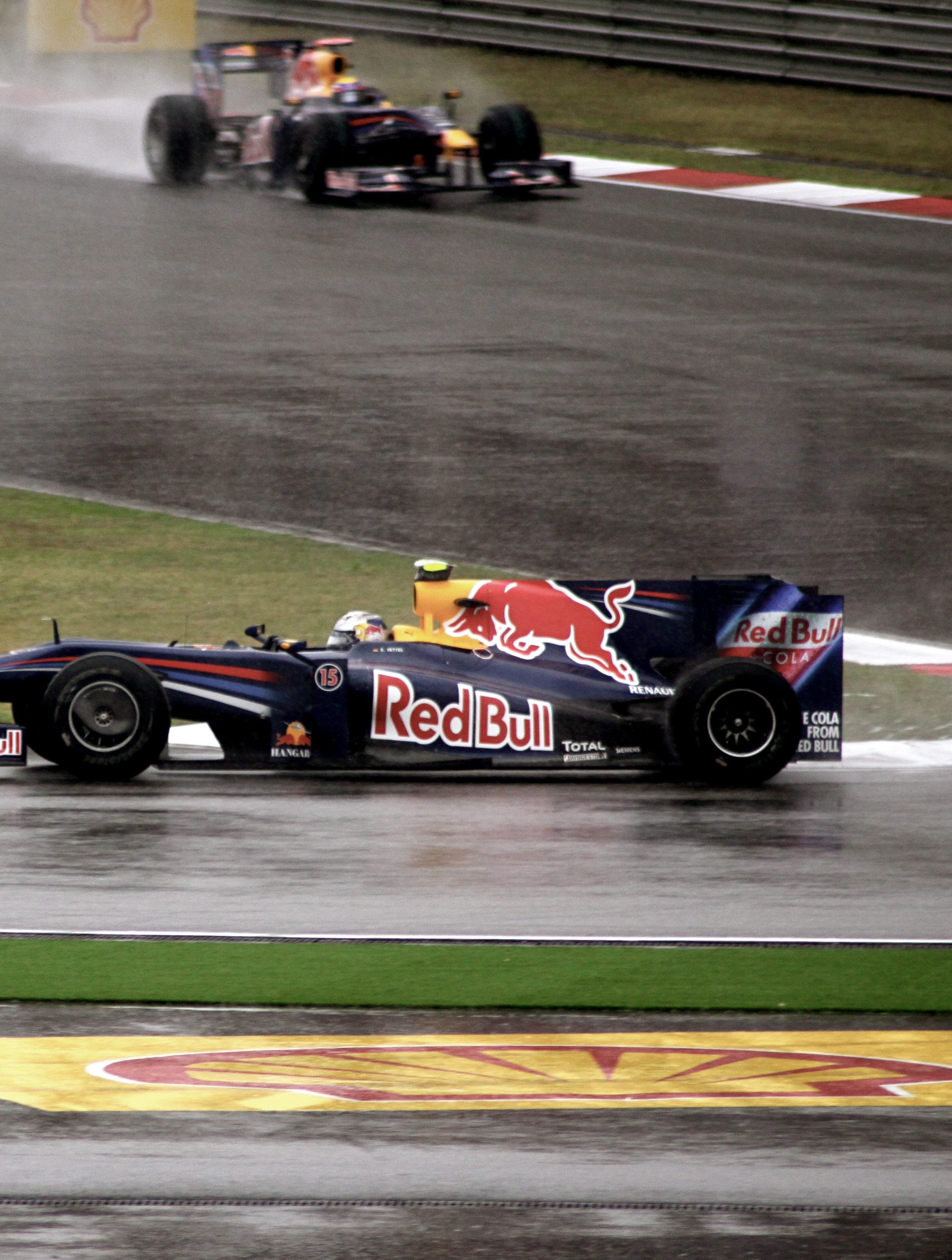
Le RB5 di Vettel e Webber nel Gran Premio di Cina 2009, dove Reb Bull conseguì la prima vittoria e la prima doppietta della sua storia.

Nelle prime gare stagionali la RB5 dimostra di essere una delle vetture più competitive, escludendo quelle (Brawn BGP 001, Williams FW31 e Toyota TF109) che dispongono del diffusore posteriore a doppio profilo. Nella prima gara della stagione Vettel (che conquista il terzo posto in griglia), è secondo fino a pochi giri dalla fine, quando è protagonista di un incidente con Robert Kubica che lo elimina dalla gara. A Webber non va meglio, visto che conclude 12º dopo una collisione al via.
In Malesia Vettel è di nuovo terzo in griglia ma è costretto poi al ritiro. Webber conquista invece il sesto posto in una gara interrotta da un forte acquazzone, tanto da assegnare solo la metà dei punti previsti.
Nel terzo appuntamento stagionale, Gran Premio di Cina 2009, Sebastian Vettel conquista la prima pole e la prima vittoria per la Red Bull, con Webber che, chiudendo secondo in gara, dà alla scuderia la prima doppietta. In Bahrain Vettel conquista ancora un secondo posto mentre Webber non entra in zona punti. In Spagna Vettel parte dalla prima fila e chiude quarto, meglio di lui fa Webber che conquista il podio basso dietro le Brawn. A Istanbul Sebastian Vettel conquista la pole e chiude terzo in gara, meglio di lui fa Mark Webber che chiude al secondo posto. A Silverstone la RB5 domina il weekend. Vettel conquista un hat-trick (pole, gvp e vittoria), mentre Webber giunge secondo. Al Gran Premio di Germania Webber fa segnare la pole-position e conquista il suo primo Gran Premio in carriera. Vettel è secondo. Le cose sembrano un po' complicarsi in Ungheria, dove Webber arriva 3º non senza problemi, dietro la Mclaren di Lewis Hamilton e la Ferrari di Kimi Räikkönen, mentre Vettel si ritira, proprio a causa di un contatto con il pilota finlandese della rossa alla 1ª curva, ma il problema (ad una sospensione) si presenterà solo a metà gara.

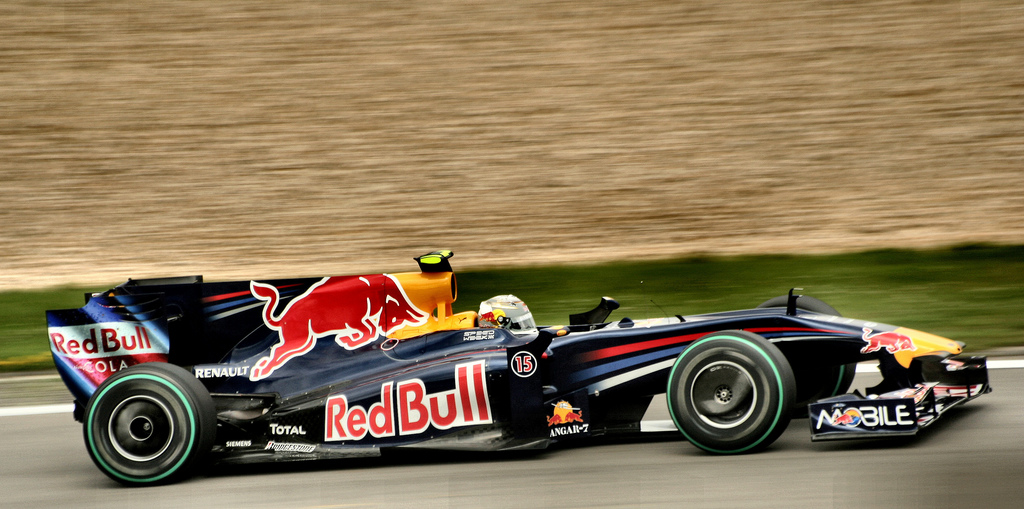
Vista laterale della RB5 di Vettel al Gran Premio di Germania 2009

In Europa, come per Montecarlo, le vetture di Adrian Newey non si comportano bene: Nel venerdì, Vettel rompe un motore, ma dopo le qualifiche, dopo aver messo una nuova unità, c'è pericolo che questa si rompa in gara, così è. Vettel rompe il propulsore e si ritira, per la seconda volta consecutiva. Ora su un totale di otto gare ha utilizzato 6 motori, perciò ne ha a disposizione 2 per le 6 restanti gare.
Webber dal canto suo non va a punti arrivando 9º. Ed è lo stesso risultato che otterrà a Spa, mentre il compagno di squadra, farà una grande rimonta che lo porterà in 3ª posizione, dietro ad un ritrovato Raikkonen (che non vinceva da 25 gp) e ad un sorprendente Fisichella, autore di un'incredibile pole.
A cinque gare dal termine la situazione vede Vettel 3° con 53 punti (a -19 da Button), mentre Webber è quarto con 51,5 punti, mentre la Red Bull è 2^ nella classifica costruttori con 104,5 punti (a -23,5 dalla Brawn).
Nell'ultima parte della stagione la vettura si dimostra la più competitiva conquistando ancora tre vittorie (con Vettel in Giappone e Abu Dhabi e Webber in Brasile), una pole (con Vettel in Giappone) e tre giri veloci. Questi risultati però non saranno sufficienti per vincere il mondiale.

## Risultati F1
| Anno | Team            | Motore  | Gomme | Piloti |    |    |   |    |   |     |   |   |   |     |     |   |     |     |    |   |   | Punti | Pos. |
| ---- | --------------- | ------- | ----- | ------ | -- | -- | - | -- | - | --- | - | - | - | --- | --- | - | --- | --- | -- | - | - | ----- | ---- |
| 2009 | Red Bull Racing | Renault | B     | Webber | 12 | 6  | 2 | 11 | 3 | 5   | 2 | 2 | 1 | 3   | 9   | 9 | Rit | Rit | 17 | 1 | 2 | 153,5 | 2º   |
| 2009 | Red Bull Racing | Renault | B     | Vettel | 13 | 15 | 1 | 2  | 4 | Rit | 3 | 1 | 2 | Rit | Rit | 3 | 8   | 4   | 1  | 4 | 1 | 153,5 | 2º   |

| Legenda | 1º posto     | 2º posto | 3º posto    | A punti         | Senza punti/Non class.  | Grassetto – Pole position Corsivo – Giro più veloce |
| Legenda | Squalificato | Ritirato | Non partito | Non qualificato | Solo prove/Terzo pilota | Grassetto – Pole position Corsivo – Giro più veloce |